# Pectocythere janae
Pectocythere janae är en kräftdjursart som beskrevs av Brouwers 1990. Pectocythere janae ingår i släktet Pectocythere och familjen Pectocytheridae. Inga underarter finns listade i Catalogue of Life.